# نورمان لي (موسيقي)
نورمان لي (بالإنجليزية: Norman Lee)‏ هو موسيقي أمريكي، ولد في 21 مارس 1921، وتوفي في 6 ديسمبر 1978.